# Хмельницкое (Приморский край)
Хмельни́цкое — село в Партизанском городском округе Приморского края.

## География
Село Хмельницкое стоит на левом берегу реки Тигровая (правый приток реки Партизанская).
К селу Хмельницкое идут две дороги:
 — по правому берегу реки Тигровая, отходит от трассы между Партизанском и Казанкой;
 — по левому берегу реки Тигровая от Углекаменска.
Расстояние до Углекаменска около 14 км, расстояние до центральной части города Партизанска около 24 км.
На северо-запад от села Хмельницкое вверх по долине реки Тигровая идёт дорога к селу Бровничи, а вверх по реке Серебрянка (левый приток Тигровой) к селу Серебряное.

## Население
| 2002 | 2010 |
| ---- | ---- |
| 179  | ↘128 |

## Улицы
| - ул. Дунаевых, - ул. Кооперативная, | - ул. М. Попова, - ул. Набережная. |